# モービル・ベイ (ミサイル巡洋艦)
モービル・ベイ(USS Mobile Bay, CG-53)は、アメリカ海軍のミサイル巡洋艦。タイコンデロガ級ミサイル巡洋艦の7番艦。艦名は南北戦争におけるモービル・ベイの戦いに因む。